# Rezz
Rezz (stylisé REZZ), de son vrai nom Isabelle Rezazadeh (née le 28 mars 1995 en Ukraine), est une DJ et productrice canadienne, originaire de Niagara Falls, en Ontario,.
Elle sort son premier EP, Insurrection, en 2015 via le sous label Nest HQ de OWSLA. En 2016, elle signe avec le label Mau5trap de Deadmau5, et publie The Silence is Deafening et Something Wrong Here. Le 4 août 2017, Rezazadeh sort son premier album, Mass Manipulation, suivi de Certain Kind of Magic, sorti en 2018.

## Biographie

### Jeunesse
D'origine perse-ukrainienne, Rezazadeh naît en Ukraine, et est élevée par sa mère ukrainienne et son père iranien, avant de déménager au Canada à un jeune âge. Pendant ses études secondaires, elle a travaillé au Hard Rock Cafe à Niagara Falls. Rezazadeh commence le DJing à l'âge de 16 ans, jouant de la musique d'autres artistes jusqu'à ce qu'elle soit inspirée par un concert de Deadmau5 pour créer sa propre musique. Elle est remarquée sur un blog par Skrillex, qui la suit ensuite et lui envoie un message sur Twitter,,.

### Débuts (2015–2018)
En 2015, Rezazadeh commence à produire de la musique électronique sur son ordinateur portable chez elle à Niagara Falls, et les partage sur SoundCloud. Elle publie Insurrection sur le sous-label d'OWSLA, NEST HQ, le 20 juillet 2015. Plus tard cette année-là, elle sort de la musique sur le label de Deadmau5, Mau5trap et son morceau Serenity figure sur la compilation We Are Friends, Vol. 4, sortie en 2015,,.
En 2016, Rezazadeh annonce son premier EP sur le label de musique Mau5trap, The Silence is Deafening, sort le 22 janvier 2016. Un deuxième EP sur Mau5trap sort plus tard cette année-là, intitulé, Something Wrong Here, il est disponible le 7 octobre 2016. L'EP se classe aux États-Unis, culminant à la 19e place du Billboard Dance Charts. En 2017, Mau5trap annonce le premier album studio de Rezazadeh, Mass Manipulation. Le 7 juillet 2017, un clip pour Relax sort sur la chaîne YouTube de Mau5trap pour promouvoir la sortie de l'album. Un mois plus tard, Mass Manipulation est disponible sur les magasins de téléchargement numérique le 4 août 2017, et en vinyle le 6 octobre 2017.
En 2018, Mass Manipulation est nommé « meilleur album de musique électronique de l'année » aux Prix Juno. Le 1er juin 2018, Rezazadeh annonce son deuxième album studio, Certain Kind of Magic,. L'album sort le 3 août 2018 via Mau5trap. Son premier single, Witching Hour, sort le 4 juin 2018 Le deuxième single de l'album, Hex, est réalisé en collaboration avec 1788-L et sort le 29 juin 2018.

### Beyond the Senses(depuis 2019)
Le 14 mai 2019, Rezz annonce sur Twitter que son prochain EP intitulé Beyond the Senses sort le 24 juillet,. Elle sort le single Dark Age le lendemain,. Le 12 juin, elle sort une collaboration avec le groupe américain Underoath intitulée Falling,. Il est accompagné d'un clip sorti le même jour,, ainsi qu'une partie d'écoute VR en ligne via WaveVR, avec VR Arcades à travers l'Amérique du Nord et aussi Otherworld à Londres prenant part à des événements physiques soutenant la partie d'écoute.
Elle est profilée dans le film documentaire Underplayed, sorti en 2020, et joue un DJ set après la première canadienne du film au Festival international du film de Toronto 2020.
En 2022, elle fonde son propre label discographique, HypnoVizion, dont la première sortie est un mix sur le thème d'Halloween accompagné d'un album comprenant les morceaux présents dans le mix, Nightmares on Rezz Street 2.

## Discographie

### Albums studio
| Titre | Information                                                                                                 | Meilleure position | Meilleure position | Meilleure position |
| Titre | Information                                                                                                 | US Danse           | US Heatseekers     | US Indiana         |
| --- | --- | ------------------ | ------------------ | ------------------ |
| Mass Manipulation                                                                                        | - Sortie : 4 août 2017 - Label : Mau5trap - Formats : CD, téléchargement numérique, vinyle                  | 16                 | 14                 | 30                 |
| Certain King of Magic                                                                                    | - Sortie : 3 août 2018 - Label : Mau5trap - Formats : téléchargement numérique, vinyle                      | 12                 | 8                  | 19                 |
| Spiral                                                                                                   | - Sortie : 19 novembre 2021 - Label : Rezz Music, RCA - Formats : téléchargement numérique, vinyle, CD      |                    |                    |                    |
| Can You See Me?                                                                                          | - Sortie : 14 mars 2024 - Label : HypnoVizion Records - Formats : téléchargement numérique, vinyle, CD      |                    |                    |                    |
| As the Pendulum Swings                                                                                   | - Sortie : 12 septembre 2025 - Label : HypnoVizion Records - Formats : téléchargement numérique, vinyle, CD |                    |                    |                    |
| « - » désigne un enregistrement qui n'a pas été enregistré ou qui n'a pas été diffusé sur ce territoire. | |                    |                    |                    |

### Autres compositions
| Titre | Information                                                                                  | Meilleure position |
| Titre | Information                                                                                  | US Danse           |
| --- | -------------------------------------------------------------------------------------------- | ------------------ |
| Insurrection                                                                                             | - Sortie : 20 juillet 2015 - Label : OWSLA / NEST HQ - Formats : téléchargement numérique    | -                  |
| The Silence is Deafening                                                                                 | - Sortie : 22 janvier 2016 - Label : Mau5trap - Formats : téléchargement numérique           | -                  |
| Something Wrong Here                                                                                     | - Sortie : 7 octobre 2016 - Label : Mau5trap - Formats : téléchargement numérique            | 18                 |
| Beyond the Senses                                                                                        | - Sortie : 24 juillet 2019 - Label : auto-édité - Formats : téléchargement numérique, vinyle | -                  |
| « - » désigne un enregistrement qui n'a pas été enregistré ou qui n'a pas été diffusé sur ce territoire. |                                                                                              |                    |

### Singles
| Titre                           | Année | Album                 |
| ------------------------------- | ----- | --------------------- |
| Alien (avec Raito)              | 2016  |                       |
| Fourth Impact (avec K? d)       | 2017  |                       |
| Psycho (avec Isqa)              | 2017  | Single inédit         |
| I                               | 2017  |                       |
| Silent Hill                     | 2017  |                       |
| Relax                           | 2017  | Mass Manipulation     |
| Diluted Brain                   | 2017  | Mass Manipulation     |
| Prémonition (avec Knodis)       | 2017  | Mass Manipulation     |
| Drugs! (avec 13)                | 2017  | Mass Manipulation     |
| Witching Hour                   | 2018  | Certain King of Magic |
| Hex (avec 1788-L)               | 2018  | Certain King of Magic |
| Poulpe volant                   | 2018  | Certain King of Magic |
| Mixed Signals (avec Blanke)     | 2018  | Single inédit         |
| Dark Age                        | 2019  | Beyond the Senses     |
| Falling (avec Underoath)        | 2019  | Beyond the Senses     |
| Kiss of Death (avec Deathpact)  | 2019  | Beyond the Senses     |
| Criminals (avec Malaa)          | 2019  | Singles inédits       |
| Hell on Earth (avec Yultron)    | 2019  | Singles inédits       |
| Into the Abyss (avec Zeds Dead) | 2020  | Singles inédits       |
| Someone Else (avec Grabbitz)    | 2020  | Singles inédits       |
| Orbit                           | 2020  | Singles inédits       |

### Remixes
| Titre                | Année | Artiste(s)                         | Album           |
| -------------------- | ----- | ---------------------------------- | --------------- |
| This Is the New Shit | 2015  | Marilyn Manson                     | Remixes inédits |
| Conquistador         | 2015  | Jean-Michel Jarre et Gesaffelstein | Remixes inédits |
| Without a Trace      | 2016  | Kill the Noise                     | Remixes inédits |
| Slip                 | 2016  | Deadmau5                           | Remixes inédits |
| Clear                | 2017  | No Mana (avec Zashanell)           | Remixes inédits |
| I Could Be Anything  | 2018  | The Glitch Mob (avec Elohim)       | Remixes inédits |
| Divinity             | 2018  | Porter Robinson                    | Remixes inédits |

### Clips
| Titre                     | Année | Réalisateur(s)                 | Album                 |
| ------------------------- | ----- | ------------------------------ | --------------------- |
| Paranoid                  | 2016  | Miel d'Alison                  | Something Wrong Here  |
| Relax                     | 2017  | Tyler Hynes                    | Mass Manipulation     |
| Premonition (avec knodis) | 2017  | Luis Colindres                 | Mass Manipulation     |
| Flying Octopus            | 2018  | Aoífe Doyle et Stefan Grambart | Certain King of Magic |
| Falling (avec Underøath)  | 2019  | Colin G. Cooper                | Beyond the Senses     |

## Distinctions
| Année | Association | Catégorie                                | Nommé                         | Résultat   | Réf.   |
| ----- | ----------- | ---------------------------------------- | ----------------------------- | ---------- | ------ |
| 2018  | Prix Juno   | Album de musique électronique de l'année | Mass Manipulation (album)     | Lauréat    | [ 20 ] |
| 2019  | Prix Juno   | Album de musique électronique de l'année | Certain Kind of Magic (album) | Nomination | [ 52 ] |